# Araiocypris batodes
Araiocypris batodes är en fiskart som beskrevs av Conway och Maurice Kottelat 2008. Araiocypris batodes ingår i släktet Araiocypris och familjen karpfiskar. Inga underarter finns listade i Catalogue of Life.